# المواد الإباحية للمتحولين جنسيا

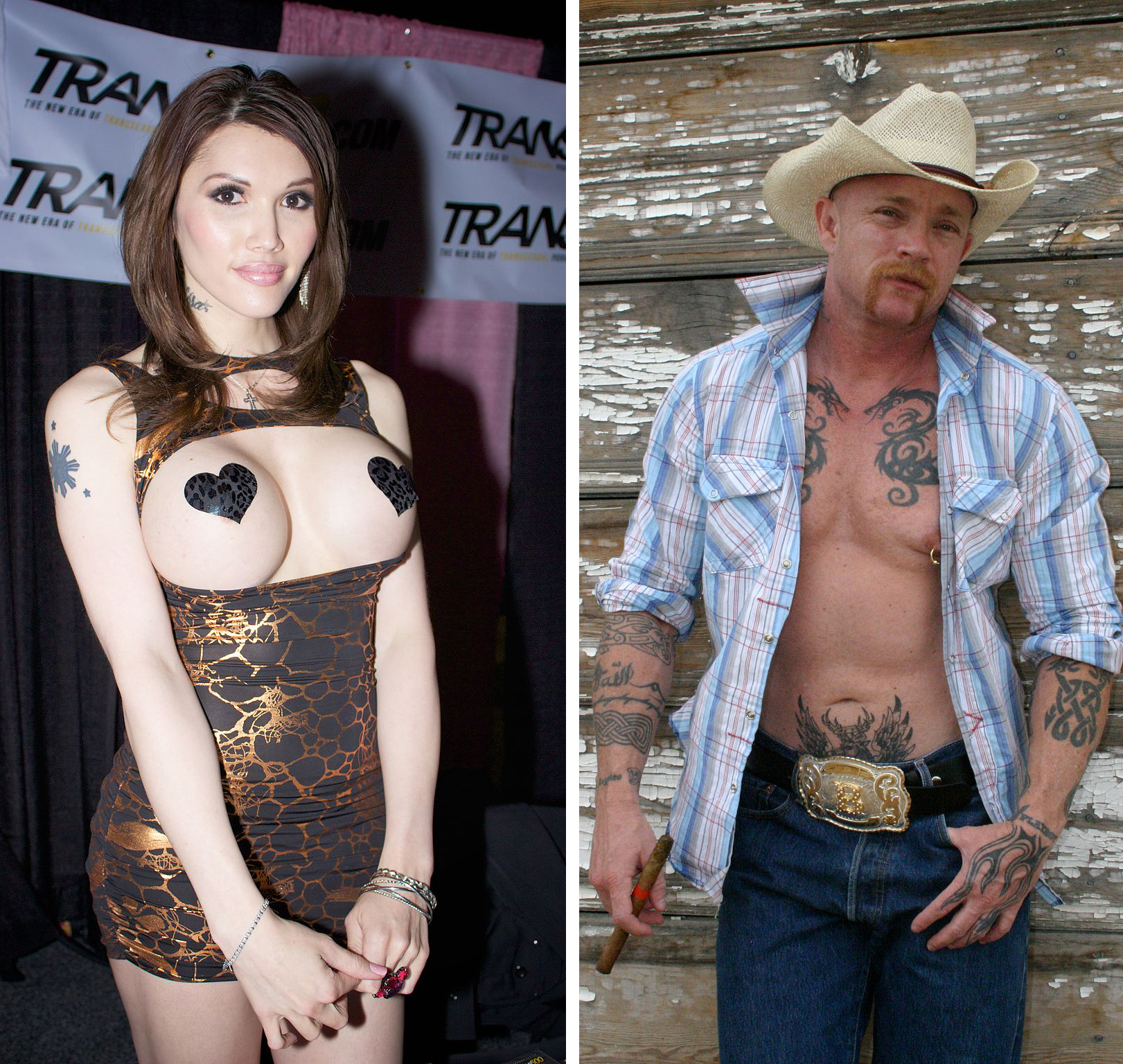
ممثلة الأفلام الإباحية إيفا لين (يسار) والممثل باك أنجل (يمين)

المواد الإباحية للمتحولين جنسيًا هي نوع من المواد الإباحية تضم الممثلين المتحولين جنسياً أو المتحولات جنسياً.   تتميز غالبية الأنواع بالنساء المتحولات، ولكن يتم تمييز الرجال المتحولين جنسيًا في بعض الأحيان.
غالبًا ما يتم تمييز النساء المتحولات مع الشركاء الذكور، ولكن يتم تمييزهم أيضًا مع النساء الأخريات، على حد سواء المتحولين جنسياً والأزواج.  

## المصطلح
من الشائع في المواد الإباحية للمتحولين جنسياً استخدام المصطلحات التي تعتبر عمومًا افتراءات مزعجة في مجتمع المتحولين جنسيًا، مثل «الكتاكيت» أو «ترانزيستس» أو «مخنثين».    
قالت الممثلة الإباحية المتحولة جنسيا ويندي ويليامز إنها اختلفت مع النشطاء الذين اعتقدوا أن هذه الأنواع من المصطلحات هي افتراءات.
في عام 2017، قام موقع إباحي رئيسي عبر تغيير اسمه من ShemaleYum إلى GroobyGirls وأعلن أنه لن ي
يستخدم المصطلحات التي تعتبر وصمة عار.
ويطلق على النساء في المواد الإباحية في بعض الأحيان "tgirls"، حيث حرف التي يرمز للمتحولين جنسيا .  

## الجوائز
جائزة AVN لأفضل متحول جنسي للعام هي واحدة من جوائز الصناعة الرئيسية للممثلين في هذا النوع.  وجوائز Tranny هي الجائزة الرئيسية الأخرى. 

## النساء المتحولات

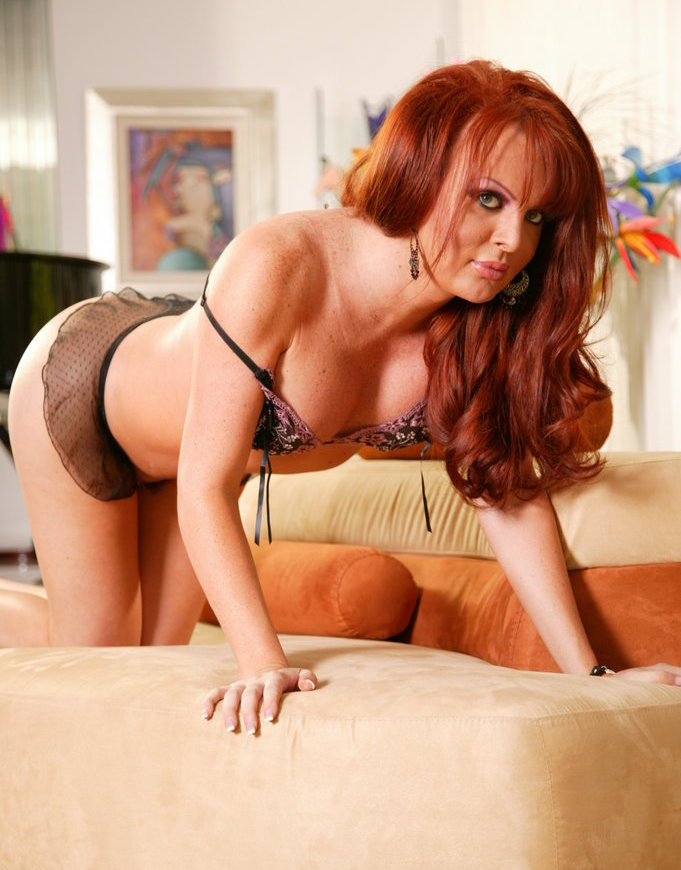
الممثلة السينمائية الإباحية ويندي ويليامز

عادةً ما يُعرّف مشاهدو المواد الإباحية التي تضم نساء متحولات جنسياً على أنهن من جنسين مختلفين.  أصبحت الإباحية المتحولة جنسيا واحدة من أكبر الأنواع الإباحية وأكثرها شعبية بين الذكور من جنسين مختلفين. 
أشارت البيانات من موقع RedTube ، وهو موقع لاستضافة مقاطع الفيديو الإباحية، إلى أنه اعتبارًا من عام 2016 واستناداً إلى تكرار عمليات البحث عبر الإنترنت، كانت الإباحية عبر الإنترنت أكثر شيوعًا في البرازيل وإيطاليا والأرجنتين وروسيا وإسبانيا؛ احتلت الولايات المتحدة المرتبة 12 وضمن عمليات البحث عن الإباحية عبر الولايات المتحدة كانت الأكثر شيوعًا في وايومنغ.
نُقل عن متحدث باسم Evil Angel ، وهي شركة أمريكية لإنتاج الأفلام الإباحية، في عام 2015 قوله أن الفيديوهات الإباحية الخاصة بالمتحولين كانت الفئة الأكثر ربحية في الشركة، حيث تزيد علاواتها بنسبة 20٪ تقريبًا عن الأنواع أو المشاهد الأخرى.
قد تكون الممثلات الإباحيات المتحولات إما سلبيات جنسيًا أو نشيطات مع زملائهن الذكور. عادة ما تؤدي بعض الممثلات، مثل داني دانييلز، دور «القمة» أو المتخصصين في الأدوار السائدة.

## الرجال المتحولين

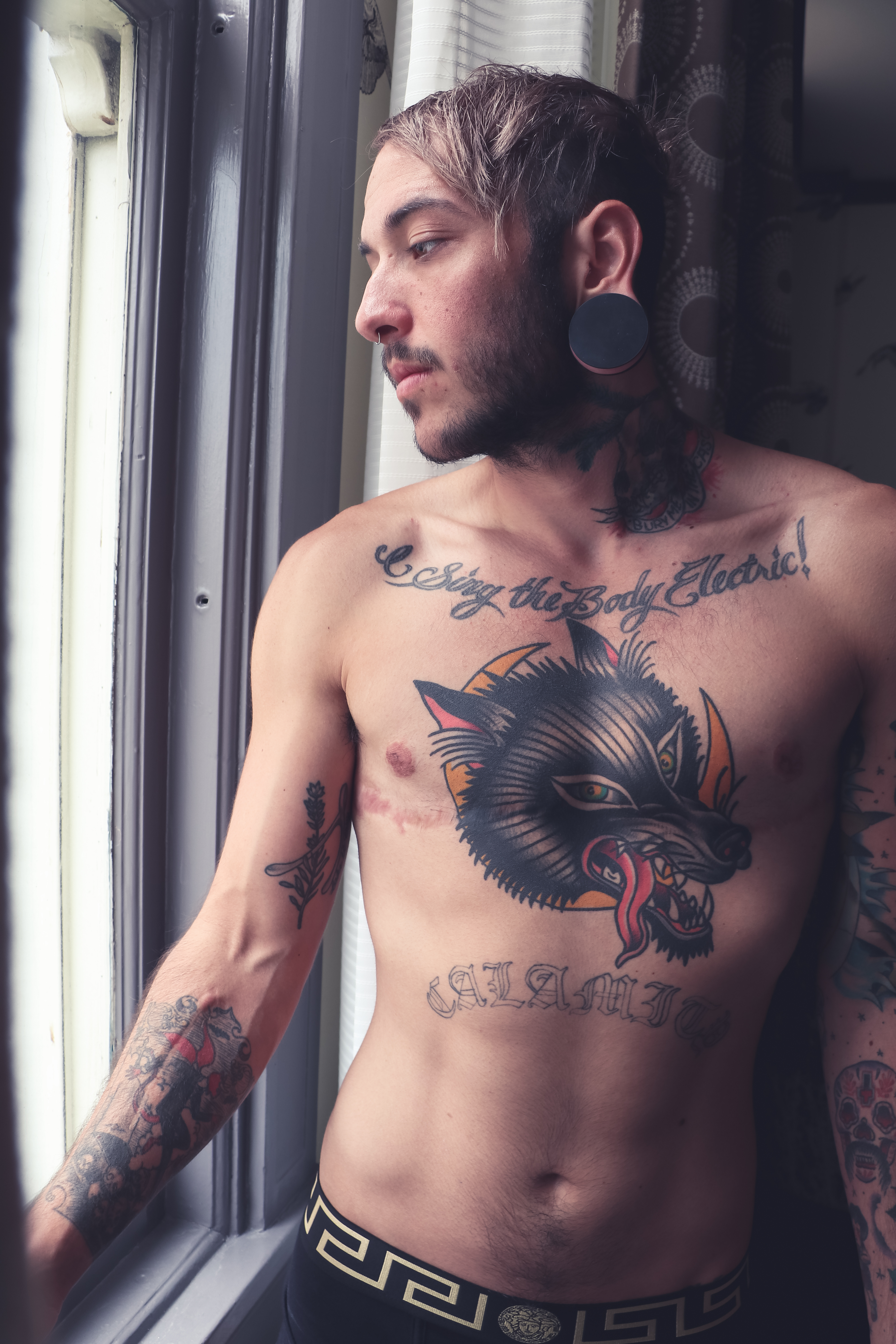
الممثل السينمائي الإباحي فيكتور بلمونت

في عام 2005، أصدرت Titan Media فيلمًا بعنوان Cirque Noir من بطولة Buck Angel ، وهو أول مرة يظهر فيها رجل في فيلم مخصص بالكامل للذكور من إنتاج شركة متخصصة في الإباحية الجنسية للمثليين. 
تأسست Cyd St. Vincent "Bonus Hole Boys" في عام 2014، وهي أول شركة إباحية للمثليين وتعرف اختصارا FTM ، من أجل «إظهار نجوم إباحيين مثليي الجنس من الأسماء الكبيرة الذين يمارسون الجنس مع الرجال المتحولين جنسيًا ويحبونها». وجدت الصيغة ما يلي بين النساء والرجال المثليين، حيث كانت غالبية قاعدة المعجبين بالشركة من الرجال المثليين. أصبح جمهور الذكور المثليين للإباحية FTM مكانًا متزايدًا حيث أصبح المزيد من الرجال المثليين عرضة لهذا النوع.
في يناير 2018، أصدر استوديو الإباحية لمثليي الجنس الرئيسي Raw Fuck Club (RFC) مشهدًا من بطولة فينسنت بعنوان «بعض الرجال لديهم فروج»، لتصبح واحدة من عدد قليل من الشركات الإباحية المثليية الرئيسية التي تتميز برجال متحولين جنسيًا. كان المشهد شائعًا إلى حد كبير، لكنه أثار بعض الجدل. كما أشاد باك أنجل لسايد سانت فنسنت بـ «الأدوار التاريخية» في تمثيل الرجال المتحولين جنسياً في الإباحية المثليية وقال «لا يمكن التقليل من حجمهم».
اعتبارًا من عام 2019، لا تزال الإباحية الجنسية للمتحولين جنسًيا نوعا خاصًا نسبيًا من المواد الإباحية مع عدد قليل من الفنانين، ولكن السوق ينمو كل عام مع تطور الجمهور لهذا النوع.

## ابحاث ودراسات
كتب عالم النفس ديفيد جيه لي أن شعبية الإباحية الجنسية قد يكون لها أسباب مختلفة، بما في ذلك السيولة الجنسية، وعامل الابداع، ولأن بعض النساء المتحولات قد يتصرفن مثل الرجال جنسياً بل من الممكن تقديم المتعة الجنسية بشكل أكبر ومعرفة الاماكن الاكثر اثارة والعمل على ذلك لتقديم المتعة وعمل الابداع في العلاقة .
وكتب المؤلف ج. فيليبس أن «المرأة القضيبية... تتحدى ثبات هويتنا الجنسية». وقال عالم الأعصاب أوجي أوجاس أن بعض الرجال المستقيمين مهتمون بالجماع مع النساء المتحولات لأن الدماغ يحب «الإشارات الجنسية المختلفة في مجموعات جديدة» وأن الرجال يبدو أن لديهم اهتمامًا قويًا بالقضيب بغض النظر عن التوجه الجنسي.
يشعر البعض في مجتمع مثليي الجنس والمتحولين جنسيًا أن المواد الإباحية لمتحولي الجنس تُجسِّد الأشخاص المتحولين جنسيًا. يجادل آخرون أنه يمكن أن يكون لها آثار إيجابية. قال الممثل Buck Angel «أتلقى رسائل يوميًا من الناس تشكرني على جعلهم يشعرون بتحسن في شعورهم تجاه أجسادهم.»      